# Mordellistena tosta
Mordellistena tosta är en skalbaggsart som beskrevs av Leconte 1862. Mordellistena tosta ingår i släktet Mordellistena och familjen tornbaggar. Inga underarter finns listade i Catalogue of Life.